# Drymeia cantabrigensis
Drymeia cantabrigensis är en tvåvingeart som först beskrevs av Huckett 1965.  Drymeia cantabrigensis ingår i släktet Drymeia och familjen husflugor.
Artens utbredningsområde är Northwest Territories, Kanada. Inga underarter finns listade i Catalogue of Life.